# Parco nazionale del mare interno di Seto
Il Parco nazionale del mare interno di Seto (瀬戸内海国立公園?, Setonaikai kokuritsu kōen) è un parco nazionale giapponese che si estende per le dieci prefetture lambite dal mare interno di Seto: Ehime, Fukuoka, Hiroshima, Hyōgo, Kagawa, Ōita, Okayama, Tokushima, Wakayama, Yamaguchi.
Il parco è stato creato il 16 marzo 1934, risultando il primo parco nazionale per istituzione e per estensione, ed è formato da numerose zone non contigue tra loro; in alcune di esse, la crescita economica che ha interessato il Giappone fra gli anni '60 e '70 ha portato a una forte industrializzazione, risultata poi dannosa per l'ambiente.
Il parco è inoltre celebre poiché da esso è possibile osservare il fenomeno dei vortici di Naruto ed ospita il festival artistico Triennale di Setouchi.